# Puncak Trikora
Puncak Trikora – szczyt o wysokości 4750 m n.p.m., znajdujący się w paśmie Jayawijaya w Górach Śnieżnych w indonezyjskiej prowincji Papua Górska. Jest jednym z najwyższych szczytów Nowej Gwinei oraz całej Australii i Oceanii.
Pierwszego wejścia dokonali A. Franssen Herderschee, P.P. Hubrecht i G.M. Versteeg 21 lutego 1913 r.